# June Park
June Park – jednostka osadnicza w Stanach Zjednoczonych, w stanie Floryda, w hrabstwie Brevard.